# Данијел Киз
Данијел Киз (енгл. Daniel Keyes; Бруклин, 9. август 1927 – Бока Ратон, 15. јун 2014) је амерички писац научне фантастике који се прославио романом Цвеће за Алџернона.

## Биографија
Данијел Киз рођен је у Бруклину, држави Њујорк, а умро је 15. јуна 2014. године у Вест Палм Бичу. Пре него што је почео да пише, Киз је кратко срудирао медицину и био члан Америчке морнарице. Завршио је 1950. године психологију и 1961. године мастер студије енглеске и америчке књижевности. Радио је као предавач енглеског језика и креативног писања на Државном универзитету Вејн у Детроиту и Универзитету у Охају. Био је и почасни члан Удружења писаца научне и епске фантастике.
По роману је 1968. године снимљен филм Чарли. После тога је направљен и мјузикл, позоришни комад, радио-драма и модерни плес.
Познат је као аутор једне значајне приче, али остаје као изузетно важно име научне фантастике. Ова прича, касније преточена у роман, поставила је неке од битних моралних и етичких дилема развоја човечанства. У наставку своје књижевне каријере Киз никад није више достигао такав успех као на почетку. Убрзо Киз напушта поље интересовања научне фантастике и пише књиге везане за људску психу. Написао је и две документарне књиге о првој особи која је ослобођена оптужби јер је вишеструко подељена личност (Умови Билија Малигана и Малиганови ратови: истинита прича). Године 1999. објављује аутобиографију под називом Алџернон, Чарли и ја: пишчево путовање.

## Награде
- 1960: Награда Хуго за причу Цвеће за Алџернона[3]
- 1966: Небјула награда за роман Цвеће за Алџернона[4]
- 2000: Проглашен је аутором емеритусом од стране Америчког друштва писаца научне и епске фантастике[4]
- 2014: Награда за животно дело[4]